# فرودگاه اپل ولی (اورگن)
فرودگاه اپل ولی (اورگن) (به انگلیسی: Apple Valley Airport (Oregon)) یک فرودگاه خصوصی است که یک باند فرود چمن دارد و طول باند آن ۷۵۲ متر است. این فرودگاه در شهر بوکستون، اورگن کشور ایالات متحده آمریکا قرار دارد و در ارتفاع ۷۵ متری از سطح دریا واقع شده است.